# ビヴァリー・クロス
アラン・ビヴァリー・クロス（Alan Beverley Cross、1931年4月13日 - 1998年3月20日）は、イギリスの脚本家、劇作家、オペラ台本作家。

## 主な映画作品
- 『アルゴ探検隊の大冒険』 - Jason and the Argonauts （1963年）
- 『長い船団』 - The Long Ships （1964年）
- 『ジンギス・カン』 - Genghis Khan （1965年）
- 『心を繋ぐ6ペンス』 - Half a Sixpence （1967年）
- 『シンドバッド虎の目大冒険』 - Sinbad and the Eye of the Tiger （1977年）
- 『タイタンの戦い』 - Clash of the Titans （1981年）